# Station Starachowice
Station Starachowice is een spoorwegstation in de Poolse plaats Starachowice.